# Chengde
Chengde, även känd som Rehe eller Jehol, är en stad på prefekturnivå omkring 160 km nordost om Peking i nordvästra Hebei i Kina (utanför kinesiska muren). Staden ligger nära Luanfloden.

## Historia

### Qingdynastin
Området har tidigare haft en stor mongolisk befolkning och under Qingdynastin befann sig flera stammar (baner) ur det mongoliska förbundet Dzjosotu (ǰosutu-yin čiɣulɣan) i området.
Staden är mest känd för Sommarresidenset i Chengde som grundades av Qingdynastins kejsar Kangxi 1703. Detta välgjorda residens i doftande cederträ  uppfördes i utkanten av den lilla byn Rehe (kinesiska: 熱河?, pinyin: Réhè). Palatsområdet är enormt med stora parker med sjöar, pagoder och palats för att underhålla kejsarna Kangxis och Qianlongs förströelsebehov. Området är omgiven av en mur, dels för att hålla ovälkomna gäster ute och dels för att hålla det kejserliga viltet kvar inne. Att passera muren otillåtet eller att skada kejsarens hjortar ledde till döden. Hjortarna och fasanerna lever fortfarande kvar i residensområdet och är man på besök i staden ska man passa på att äta grillat hjortkött (man grillar det själv på stekbord). Residenset och de omkringliggande templen sattes 1994 upp på Unescos Världsarvslista.
I takt med att befolkningen i byn växte blev den administrativt centrum för den subprefekturen Rehe (kinesiska: 热河厅?, pinyin: Rèhé tīng) som grundades 1723 och tio år senare ombildades till Chengde prefektur (kinesiska: 承德州?, pinyin: Chéngdé zhōu). Orten fick också en politisk betydelse genom att Qianlong valde att här ta emot emissarier från övriga etniska grupper i Qingimperiet. För att behaga dem lät han uppföra flera byggnader inne i palatsområdet i dessa folks stil. Utanför palatset byggde han upp daoistiska och buddhistiska tempel (de så kallade åtta yttre templen), till exempel ett mongolisk-tibetanskt tempel och det mest kända – det tibetanska lamatemplet Putuo Zongchen (kinesiska: 普陀宗乘?, pinyin: Pǔtuó Zōngchéng), byggt för att likna Potalapalatset i Lhasa, Tibet. Det var också i Jehol som den berömda incidenten skedde då Qianlong-kejsaren år 1793 tog emot det brittiska sändebudet lord George Macartney, som vägrade göra koutou inför kejsaren.

### Modern tid
Under Republiken Kina blev Chengde huvudstad i den nya provinsen Jehol. I början på 1930-talet erövrade japanerna provinsen och 1933 införlivades i den japanska lydstaten Manchukuo. De gjorde då precis som de gjort med Changgyeonggung i Seoul, man brände delvis ner det och gjorde en djurpark av det. Men japanerna bär inte hela skulden till förstörelsen av Jehol, kineserna själva förstörde delar av parken under inbördeskriget och kulturrevolutionen. Det finns också rester av sommarvillor som den lokala partitoppen byggt i parken. Nu har man dock insett att det berömda palatsområdet kan dra till sig turister och har återställt stora delar av parken.

### Bandy-VM för damer i Chengde 2018
Världsmästerskapen för damer i bandy ägde rum i Chengde 8-14 januari 2018. Åtta nationer deltog. Kina har ett landslag på hemmaplan.   samt  

## Administrativ indelning
Chengde har en yta som är något mindre än Schweiz, varav endast själva tätorten Chengde utgör endast två procent.
Chengde indelas i två stadsdistrikt, ett gruvdistrikt, fem härad och tre autonoma härad:
| Karta          | Karta                                | Karta                 | Karta                             | Karta             | Karta       | Karta                    |
| -------------- | ------------------------------------ | --------------------- | --------------------------------- | ----------------- | ----------- | ------------------------ |
|                |                                      |                       |                                   |                   |             |                          |
| Nr             | Namn                                 | Kinesiska             | Pinyin                            | Befolkning (2004) | Areal (km²) | Befolkningstäthet (/km²) |
| Distrikt       |                                      |                       |                                   |                   |             |                          |
| 1              | Shuangqiao                           | 双桥区                | Shuāngqiáo qū                     | 290 000           | 311         | 932                      |
| 2              | Shuangluan                           | 双滦区                | Shuāngluán qū                     | 100 000           | 250         | 400                      |
| 3              | Yingshouyingzi gruvdistrikt          | 鹰手营子矿区          | Yīngshǒuyíngzi kuàngqū            | 70 000            | 148         | 473                      |
| Härad          |                                      |                       |                                   |                   |             |                          |
| 4              | Chengde                              | 承德县                | Chéngdé xiàn                      | 470 000           | 3 990       | 118                      |
| 5              | Xinglong                             | 兴隆县                | Xīnglóng xiàn                     | 320 000           | 3 116       | 103                      |
| 6              | Pingquan                             | 平泉县                | Píngquán xiàn                     | 470 000           | 3 297       | 143                      |
| 7              | Luanping                             | 滦平县                | Luánpíng xiàn                     | 320 000           | 3 195       | 100                      |
| 8              | Longhua                              | 隆化县                | Lónghuà xiàn                      | 420 000           | 5 474       | 77                       |
| Autonoma härad |                                      |                       |                                   |                   |             |                          |
| 9              | Fengning (för manchuer)              | 丰宁满族 自治县       | Fēngníng mǎnzú zìzhìxiàn          | 380 000           | 8 747       | 43                       |
| 10             | Kuancheng (för manchuer)             | 宽城满族 自治县       | Kuānchéng mǎnzú zìzhìxiàn         | 230 000           | 1 933       | 119                      |
| 11             | Weichang (för manchuer och mongoler) | 围场满族 蒙古族自治县 | Wéichǎng mǎnzú měnggǔzú zìzhìxiàn | 520 000           | 9 058       | 57                       |

## Kommunikationer
Med väg och järnvägar till Peking, utvecklades Chengde till ett distributionscentrum (främst mellan Inre Mongoliet och Peking/Tianjin) och dess kulturella platser har blivit ett populärt besöksmål. G45 Daguangmotorvägen går igenom staden.

## Galleri

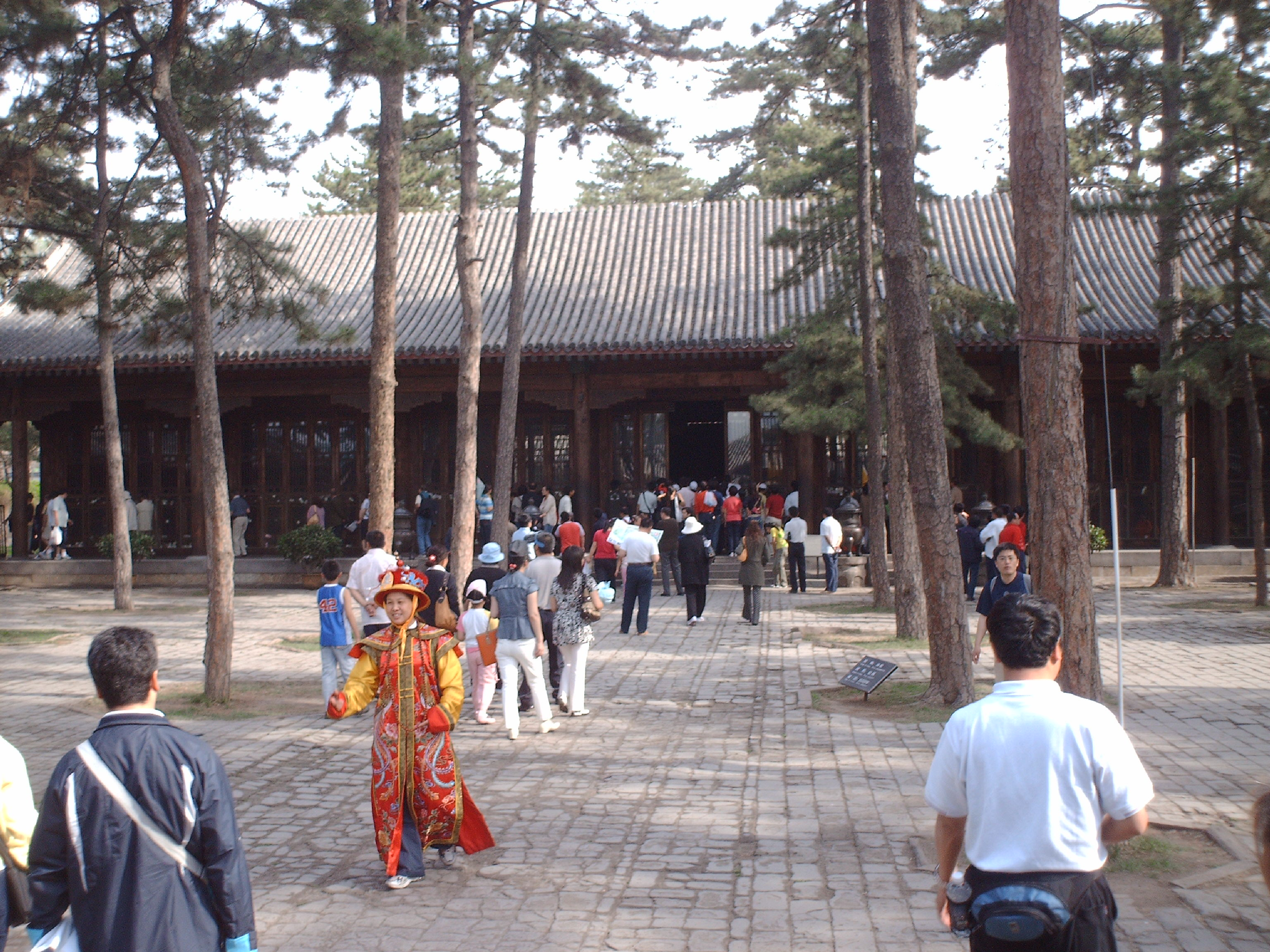
Sommarresidenset i Chengde
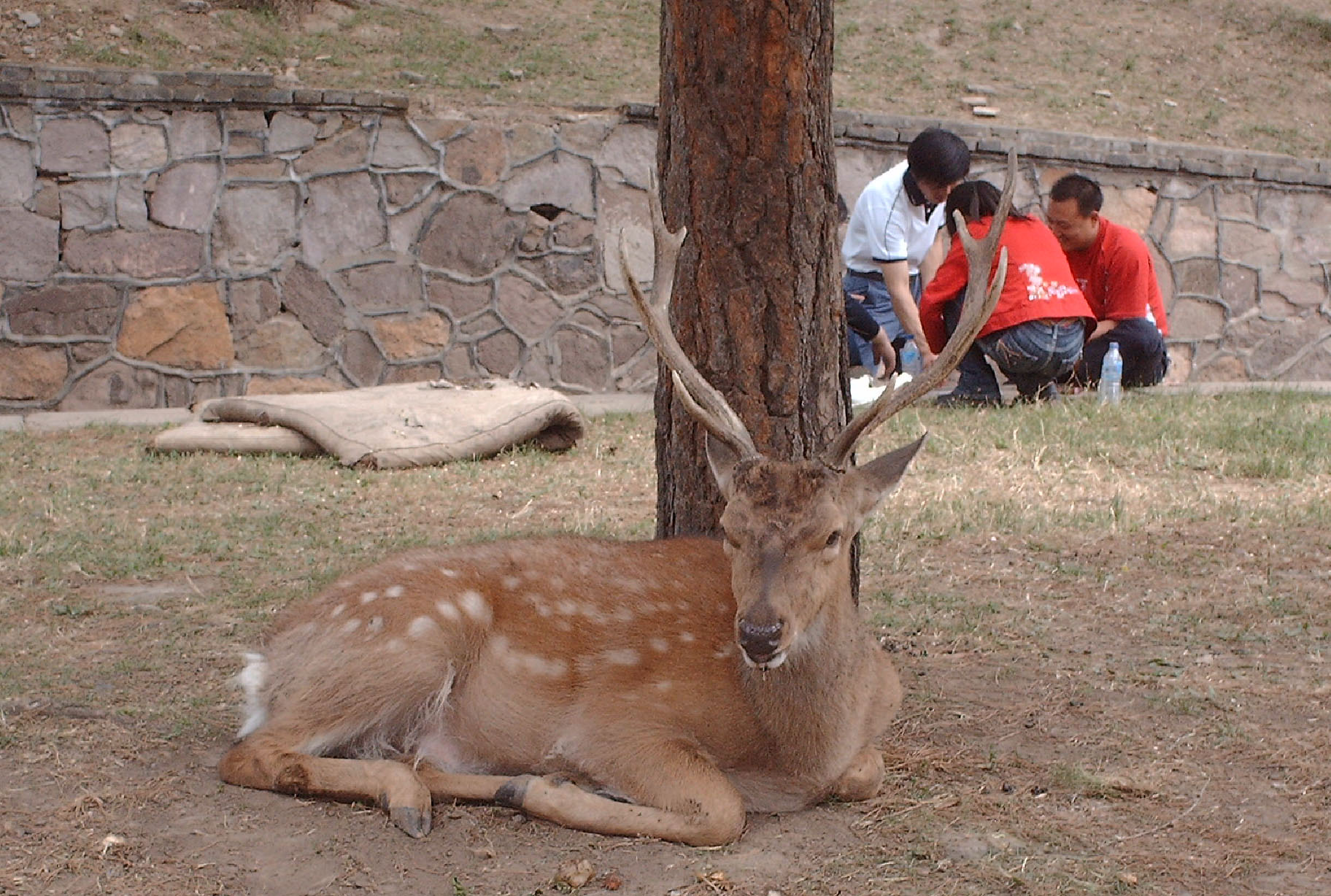
Hjort inne i Sommarresidenset i Chengde
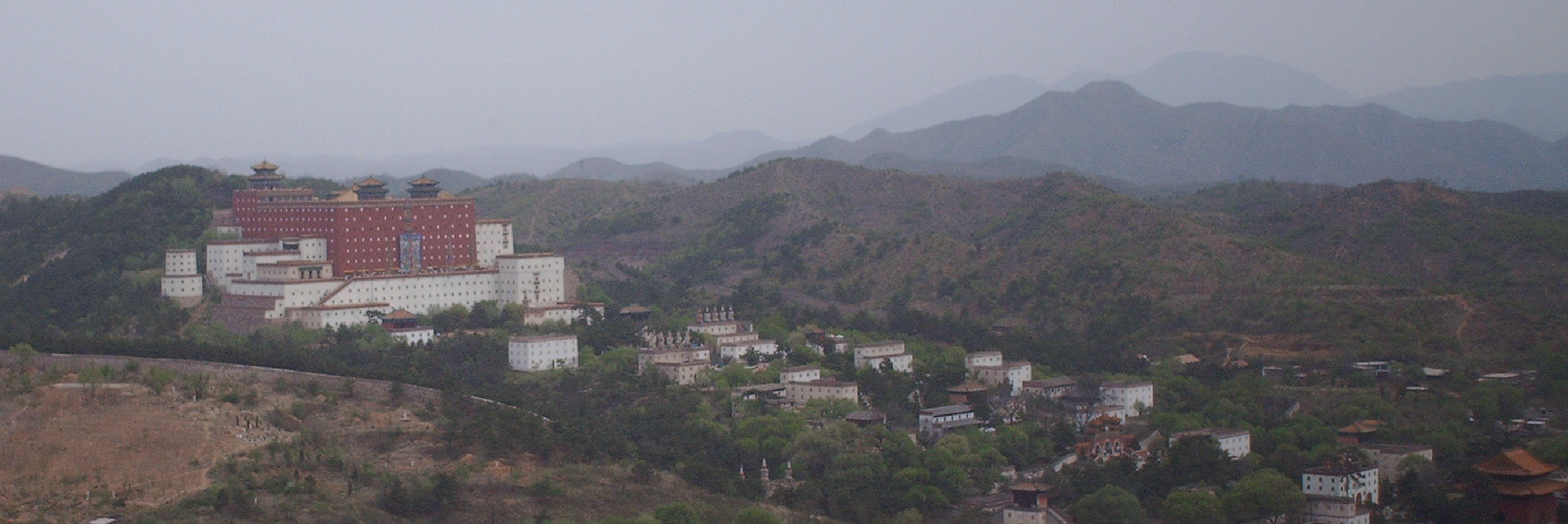

## Klimat
Genomsnittlig årsnederbörd är 834 millimeter. Den regnigaste månaden är juli, med i genomsnitt 234 mm nederbörd, och den torraste är januari, med 2 mm nederbörd.